# Ouvrage de la Croupe-du-Réservoir
L'ouvrage de la Croupe-du-Réservoir est une fortification faisant partie de la ligne Maginot, située sur la commune de Roquebrune-Cap-Martin, dans le département des Alpes-Maritimes.
Il s'agit d'un petit ouvrage de deux blocs servant d'abri actif : il avait pour mission non seulement de protéger une section d'infanterie, mais aussi de renforcer la ligne de fortifications grâce à son armement sous cloche. Construit pendant les années 1930, il fut utilisé par l'Armée française d'août 1939 à juillet 1940, puis par les Allemands en 1944.

## Description
Ce petit ouvrage se situe en retrait de la ligne principale de résistance, à l'ouest de l'ancien village perché de Roquebrune (l'ouvrage de Roquebrune se trouvant au nord-est de ce village), juste en dessous du réservoir d'eau municipal. Il est donc construit sur une croupe s'avançant vers le sud, à environ 150 mètres d'altitude, dominant la gare de Roquebrune-Cap-Martin.

### Position sur la ligne
L'ouvrage a pour but de participer à la défense du territoire français contre l'armée italienne, débouchant de Menton. La partie la plus méridionale de la ligne Maginot, le secteur fortifié des Alpes-Maritimes, était subdivisée en cinq sous-secteurs : l'ouvrage de la Croupe-du-Réservoir se trouve dans celui le plus au sud, le « sous-secteur des Corniches », qui comprenait deux lignes successives de fortifications.
La plus puissante est appelée la « ligne principale de résistance ». Dans le sous-secteur des Corniches, elle se situe en retrait à cinq kilomètres de la frontière franco-italienne, le long des hauteurs bordant à l'ouest de la vallée du Careï, avec un succession d'ouvrages bétonnés, s'appuyant mutuellement avec des mitrailleuses et de l'artillerie sous casemates : les ouvrages du Col-des-Banquettes (EO 7), de Castillon (EO 8), de Sainte-Agnès (EO 9), du Col-de-Garde (EO 10), du Mont-Agel (EO 11), de Roquebrune (EO 13), de la Croupe-du-Réservoir (EO 14) et de Cap-Martin (EO 15).
La mission de l'ouvrage de la Croupe-du-Réservoir est d'abriter une section d'infanterie destinée à intervenir en cas d'infiltration adverse, pour interdire le passage par la route de la corniche et empêcher un éventuel débarquement sur les plages du cap. 
En avant de cette ligne principale, une seconde ligne a été construite pour donner l'alerte, retarder au maximum une attaque brusquée et couvrir un peu les trois communes se trouvant à l'est des ouvrages (du nord au sud Castillon, Castellar et Menton). Cette ligne est composée d'« avant-postes », qui sont beaucoup plus petits (et beaucoup moins chers) que les ouvrages de la ligne principale ; sur les 29 avant-postes alpins (AP), sept ont été construits dans le sous-secteur des Corniches. Six de ces avant-postes barrent les différents chemins descendant de la ligne de crêtes marquant la frontière : du nord au sud l'AP de la Baisse-de-Scuvion (à 1 154 m d'altitude, sous le mont Roulabre), l'AP de Pierre-Pointue (à 1 156 m), l'AP de Fascia-Founda (dans la Baisse de Faïche-Fonda, à environ 1 000 m d'altitude), l'AP de la Péna (sur le rocher de la Penna, à 727 m), l'AP de La Colletta (sur le chemin de l'Orméa, à 466 m), l'AP du Collet-du-Pillon (sur le chemin des Granges de Saint-Paul, à 400 m, aujourd'hui sous les remblais d'un terrain de sport) et l'AP de Pont-Saint-Louis (barrant la route littorale).

### Souterrains et blocs
Comme tous les autres ouvrages de la ligne Maginot, celui de la Croupe-du-Réservoir est conçu pour résister à un bombardement d'obus de gros calibre. Les organes de soutien sont donc aménagés en souterrain, creusés au minimum sous douze mètres de roche, tandis que les organes de combat, dispersés en surface sous forme de blocs, sont protégés par d'épais cuirassements en acier et des couches de béton armé. Les installations souterraines abritent un casernement pour l'équipage, un système de ventilation et de filtration de l'air, une cuisine, un poste de secours, des latrines, des lavabos, un petit stock de munitions, un stock de vivres, une usine, des réservoirs de gazole et d'eau, ces derniers alimentés grâce à un puits et une pompe électrique.
L'énergie est fournie par deux groupes électrogènes, composés chacun d'un moteur Diesel Baudouin type DB 2 à deux cylindres de 24 ch (à 750 tours par minute) couplé à un alternateur, complétés par un petit groupe auxiliaire (un moteur CLM 1 PJ 65, de 8 ch à 1 000 tr/min) servant à l'éclairage d'urgence de l'usine et au démarrage pneumatique des gros moteurs. Le refroidissement des moteurs se fait par circulation d'eau.
L'ouvrage est en fait un abri-caverne sur lequel a été greffé une casemate (d'où l'expression d'« abri actif ») : il est composé en surface de deux blocs, reliés par la galerie souterraine. Le premier bloc sert d'entrée à l'ouvrage, défendu par un créneau pour fusil-mitrailleur sous béton, dans l'axe du chemin d'accès, un autre créneau à travers la porte blindée et par un petit fossé diamant lui-même défendu par une goulotte lance-grenades.
Le petit bloc 2 est surmonté d'une cloche GFM (pour guetteur et fusil mitrailleur).
Les fusils mitrailleurs (FM) de l'ouvrage étaient chacun protégés par une trémie blindée et étanche (pour la protection contre les gaz de combat). Ils tirent la même cartouche de 7,5 mm à balle lourde (modèle 1933 D de 12,35 g au lieu de 9 g pour la modèle 1929 C). Ces FM étaient des MAC modèle 1924/1929 D, dont la portée maximale est de 3 000 mètres, avec une portée pratique de l'ordre de 600 mètres. L'alimentation du FM se fait par chargeurs droits de 25 cartouches, avec un stock de 14 000 pour la cloche GFM et 7 000 pour le FM de l'entrée. La cadence de tir maximale est de 500 coups par minute, mais elle est normalement de 200 à 140 coups par minute,.

## Histoire

### Construction
L'ouvrage fut construit par la main-d'œuvre militaire (MOM) entre le 27 novembre 1931 et le 31 octobre 1934, pour un coût total de 1 627 000 francs (valeur de décembre 1936).
La construction d'une entrée de secours a été repoussée faute de crédits, puis jamais construite.

### Combat
L'ouvrage n'a jamais eu à se battre.

### Occupation et libération
L'ouvrage fut, comme tous les ouvrages voisins, évacué et désarmé par son équipage, pour passer dans la zone démilitarisée bordant la zone d'occupation italienne. Les Allemands le réarmèrent.

### État actuel
Actuellement en restauration, il appartient encore à l'armée comme quelques autres ouvrages (ouvrages du Mont-Agel et du Barbonnet). Il est très difficile d’accès.